# العبودية في بريطانيا

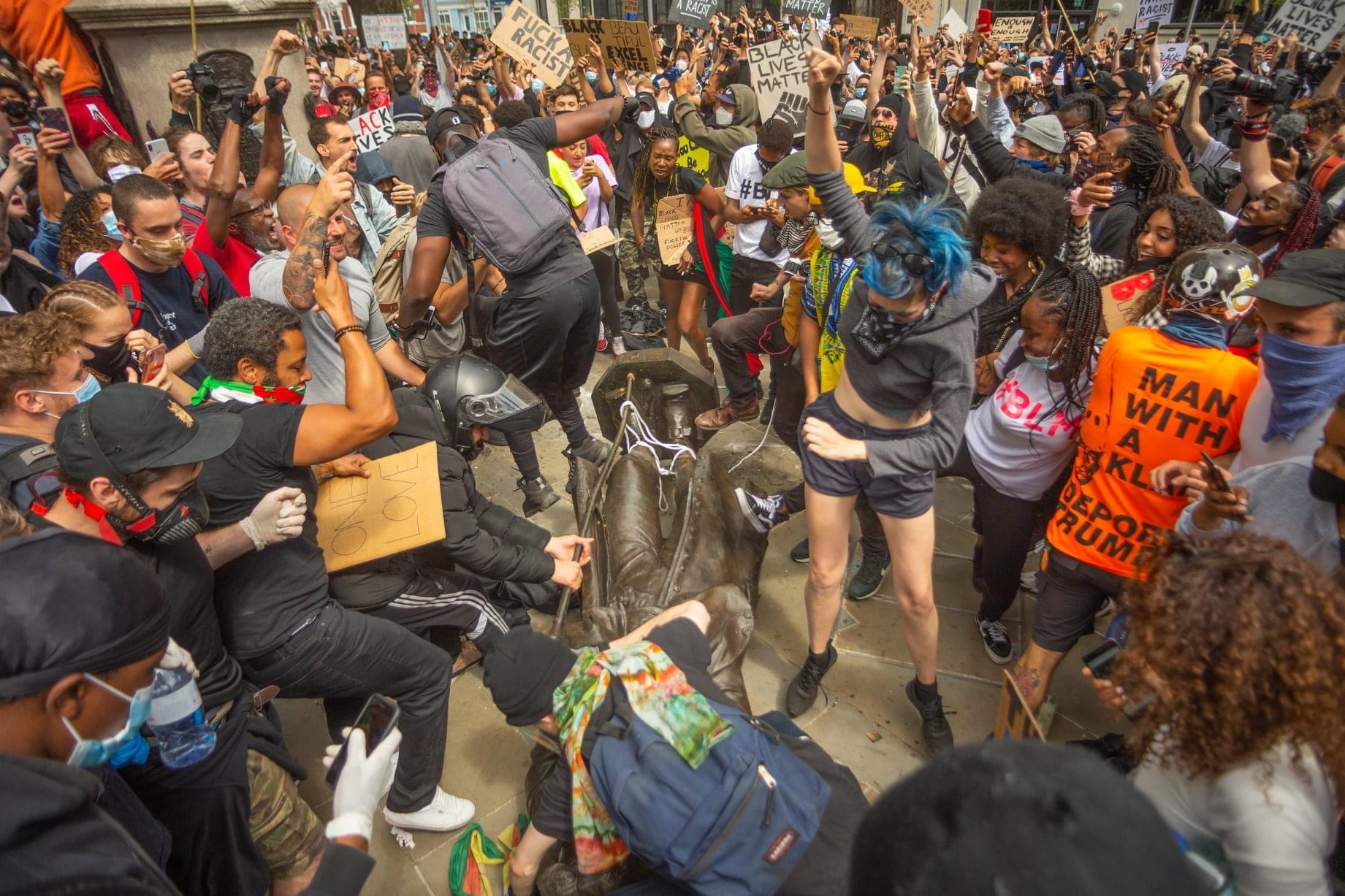
صورة للحظات التي أعقبت إسقاط تمثال كولستون من المتظاهرين، قبل أن يتدحرج في نهر بريستول القريب.

كانت العبودية في بريطانيا العظمى موجودة قبل الاحتلال الروماني وحتى القرن الثاني عشر، عندما اختفت العبودية المتوارثة، على الأقل لبعض الوقت، بعد الغزو النورماندي. اندمج العبيد الأصليين السابقين في المجموعة الأكبر من القنانة (هو وضع اجتماعي اقتصادي لطبقة الفلاحين في ظل الإقطاع) في بريطانيا ولم يعد يُعترف بهم بشكل منفصل في القوانين أو الأعراف.

## تجارة الرقيق الدولية
تاريخيًا، كان البريطانيون مستعبدين بأعداد كبيرة، وذلك عادةً من قبل التجار الأثرياء والقادة العسكريين الذين صدروا العبيد الأصليين من عصور ما قبل الرومان ومن قبل الغزاة الأجانب من الإمبراطورية الرومانية أثناء الغزو الروماني لبريطانيا. بعد ألف عام، أصبح التجار البريطانيون مشاركين رئيسيين في تجارة العبيد عبر المحيط الأطلسي في أوائل العصر الحديث. بعد ذلك، امتلك الأثرياء الذين يعيشون داخل الجزر البريطانية، وكذلك في المستعمرات البريطانية، عبيدًا أفارقة. في نظام التجارة المثلثية، نقل أصحاب السفن المستعبدين من غرب إفريقيا إلى العالم الجديد (خاصة في منطقة البحر الكاريبي) ليُعرضوا للبيع هناك. أعادت السفن السلع الأساسية إلى بريطانيا ثم صدرت البضائع إلى إفريقيا. جلب بعض رجال الأعمال العبيد إلى بريطانيا. بعد حملة طويلة للتحرير من العبودية بقيادة توماس كلاركسون و(في مجلس العموم ) من قبل ويليام ويلبرفورس، حظر البرلمان التعامل في العبيد عن طريق إصدار قانون تجارة الرقيق 1807، نفذ القانون سرب غرب أفريقيا تابع للبحرية الملكية. استخدمت بريطانيا نفوذها لإقناع الدول الأخرى في جميع أنحاء العالم بإلغاء تجارة الرقيق وتوقيع معاهدات للسماح للبحرية الملكية بمنع سفن الرقيق.

## التحرير من العبودية
قضت مسألة سومرست في عام 1772 بأن العبودية ليس لها أساس في القانون الإنجليزي، وبالتالي فهي انتهاك لقانون الأمر بالمثول أمام القضاء. بني هذا على قضية كارترايت السابقة من عهد إليزابيث الأولى والتي كانت تحمل بالمثل مفهوم العبودية ولم يُعترف بها في القانون الإنجليزي. نُظر في هذه القضية بشكل عام في الوقت الذي تقرر فيه أن حالة العبودية لم تكن موجودة بموجب القانون الإنجليزي. من الناحية القانونية لم يكن بإمكان مالكي العبيد الفوز في المحكمة، وقدم دعاة التحرر من العبودية المساعدة القانونية للسود المستعبدين. ومع ذلك، استمرت العبودية («الواقعية») الفعلية في بريطانيا مع ما بين عشرة إلى أربعة عشر ألفًا من العبيد في إنجلترا وويلز، وكان معظمهم من خدم المنازل. عندما أتى العبيد من المستعمرات، كان عليهم توقيع التنازلات التي جعلتهم خدمًا ملزمون أثناء وجودهم في بريطانيا. يتفق معظم المؤرخين المعاصرين عمومًا على أن العبودية استمرت في بريطانيا حتى أواخر القرن الثامن عشر، واختفت أخيرًا حوالي عام 1800. لم تتأثر العبودية في أماكن أخرى من الإمبراطورية البريطانية – بل إنها نمت بسرعة خاصة في مستعمرات منطقة البحر الكاريبي. أُلغيت العبودية عن طريق شراء ملكية المالكين في عام 1833 بموجب قانون إلغاء العبودية لعام 1833. حُرر معظم العبيد، مع استثناءات وتأخيرات مقدمة لشركة الهند الشرقية، وسيلان، وسانت هيلينا. أُلغيت هذه الاستثناءات في عام 1843.
دُون حظر الرق والعبودية الآن بموجب المادة 4 من الاتفاقية الأوروبية لحقوق الإنسان، السارية منذ عام 1953 ودُمجت مباشرةً في قانون المملكة المتحدة بموجب قانون حقوق الإنسان لعام 1998. وتحظر المادة 4 من الاتفاقية أيضًا العمل القسري أو الإجباري، مع بعض الاستثناءات مثل العقوبة الجنائية أو الخدمة العسكرية.